# Музей динозавров Пху-Вианг
Музей динозавров Пху-Вианг (тайск. พิพิธภัณฑ์ไดโนเสาร์ภูเวียง) — палеонтологический музей в Таиланде. Находится в ведении Департамента минеральных ресурсов Министерства природных ресурсов и охраны окружающей среды Таиланда. Расположен в неподалёку от города Кхонкэн, столицы одноимённой провинции в северо-восточной части страны. Построен при финансовой поддержке Туристического управления Таиланда. Имеет площадь 160 тыс. м². Открыт в 2001 году.

## Первая находка динозавра в Таиланде

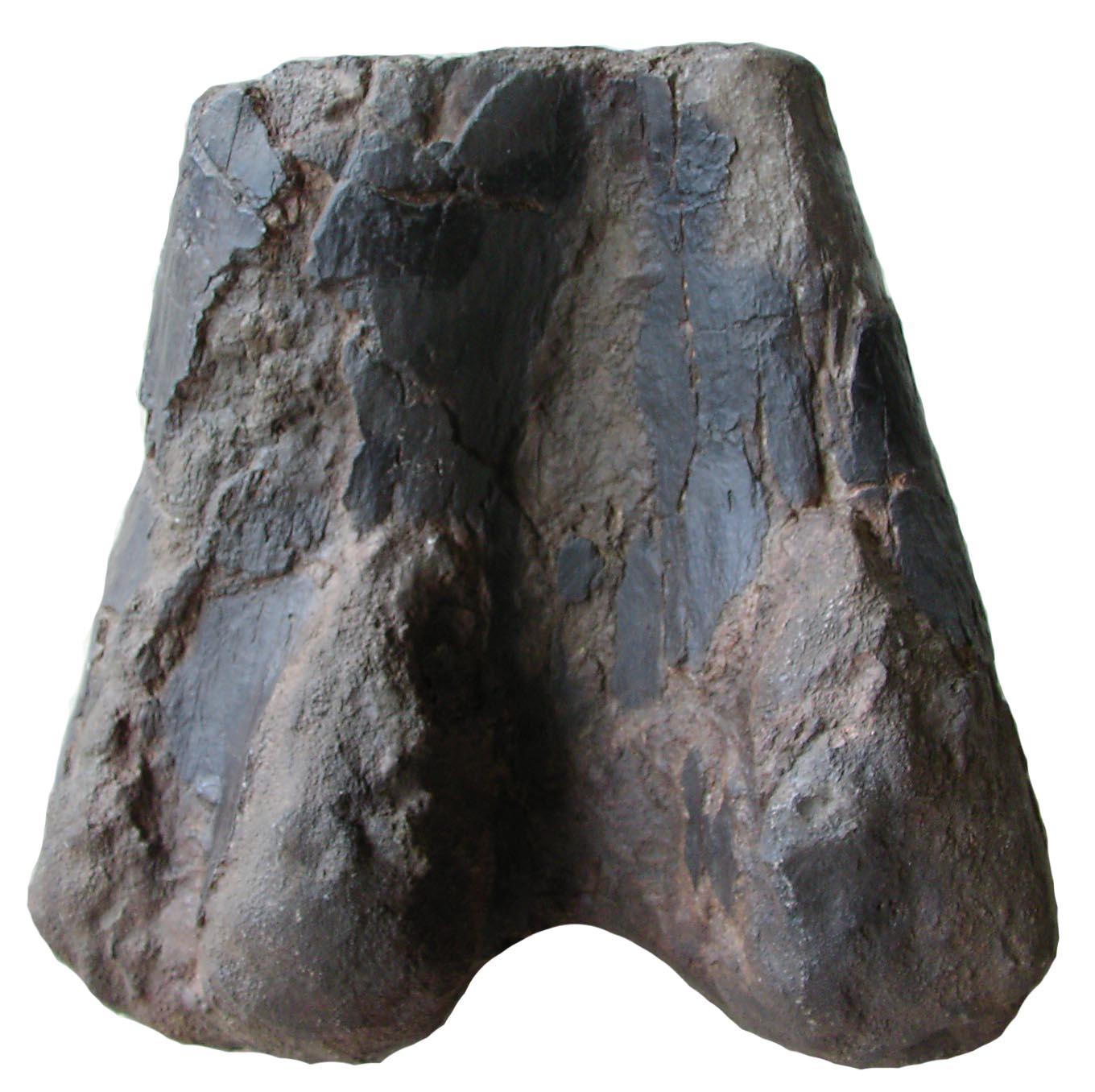
Дистальная часть левого бедра завропода — первая находка динозавра в Таиланде

Начиная с 1970 года Геологическая служба США проводила разведку полезных ископаемых в раоне Пху-Вианг провинции Кхонкэн. Исследователи обнаружили один из типов урановой руды, коффинит, в залежах медных руд, азурит и малахит. К исследованиям присоединилось Международное агентство по атомной энергии (МАГАТЭ). Между 1975 и 1980 годами Департамент минеральных ресурсов Таиланда проводил интенсивное бурение, и в 1976 году геолог Судам Йемнийом обнаружил в русле реки Хуай-Прату-Тима фрагмент ископаемой кости, который позже был идентифицирован как дистальная часть левой бедренной кости динозавра из группы завропод (крупного растительноядного динозавра, с четырьмя ногами, длинной шеей и длинным хвостом). Этот фрагмент считается первой связанной с динозаврами находкой в Таиланде.

## Экспедиции и исследования
Начиная с 1976 года Департамент минеральных ресурсов в сотрудничестве с Тайско-французским палеонтологическим проектом на постоянной основе исследует динозавров гор Пху-Вианг. За это время найдены многочисленные образцы позвонков, зубов и следы динозавров, в основном из песчаника раннего мела в формации Сан-Хуа (возраст около 130 миллионов лет), в том числе завропод и теропод в широком диапазоне размеров — от курицы до большого динозавра около 15 м в длину. Эти находки вызвали интерес среди тайцев, которые начали приезжать на места обнаружения ископаемых остатков динозавров. В ноябре 1989 года раскопки посетила принцесса Маха Чакри Сириндхорн. В 2008 году она снова посетила раскопки и созданный к тому времени музей.

## Раскопки
После создания в 1991 году Национального парка Пху-Вианг, администрация провинции Кхонкэн, Туристическое управление Таиланда, Департамент природных ресурсов и другие государственные органы признали важность мест обнаружения ископаемых динозавров. Управление по туризму Таиланда выделила средства на раскопки в четырёх местах, где были построены небольшие здания для защиты костей динозавров от внешней среды, а между ними проложены пешеходные дорожки.

## Основание музея
Находки динозавров в горах Пху-Вианг были признаны важным открытием, принёсшим местности мировую известность. Особенно этому способствовала находка завропода, названного в често принцессы Маха Чакри Сириндхорн Phuwiangosaurus sirindhornae. При поддержке нескольких правительственных агентств было решено создать музей динозавров Пху-Вианг. Для его размещения была выбрана общественная территория площадью 160 тыс. м², из которых 5500 м² предназначались под застройку. Финансирование строительства вновь обеспечило Туристическое управление Таиланда. Департаменту минеральных ресурсов было поручено управление музеем и обеспечение сохранности постоянной экспозиции. В 2001 году музей принял первых посетителей.

## Состав и задачи музея
Музей динозавров Пху-Вианг ведёт разнообразную деятельность, включая научные исследования, восстановление и консервацию ископаемых остатков, хранение коллекции. В его состав входят библиотека, постоянная экспозиция, администрация, кафе, сувенирный магазин, торговые палатки, паркинг и аудитория на 140 человек. В музее динозавров Пху-Вианг проводятся практически занятия по геологии для студентов и школьников из различных учебных заведений. Возможен приём делегаций как из Таиланда, так и из других стран мира.

## Виды динозавры из Пху-Вианг
- Phuwiangosaurus sirindhornae[3]
- Siamosaurus suteethorni[2]
- Siamotyrannus isanensis[2]
- Kinnareemimus khonkaenensis[4]
- Compsognathus[2]

## Доступность

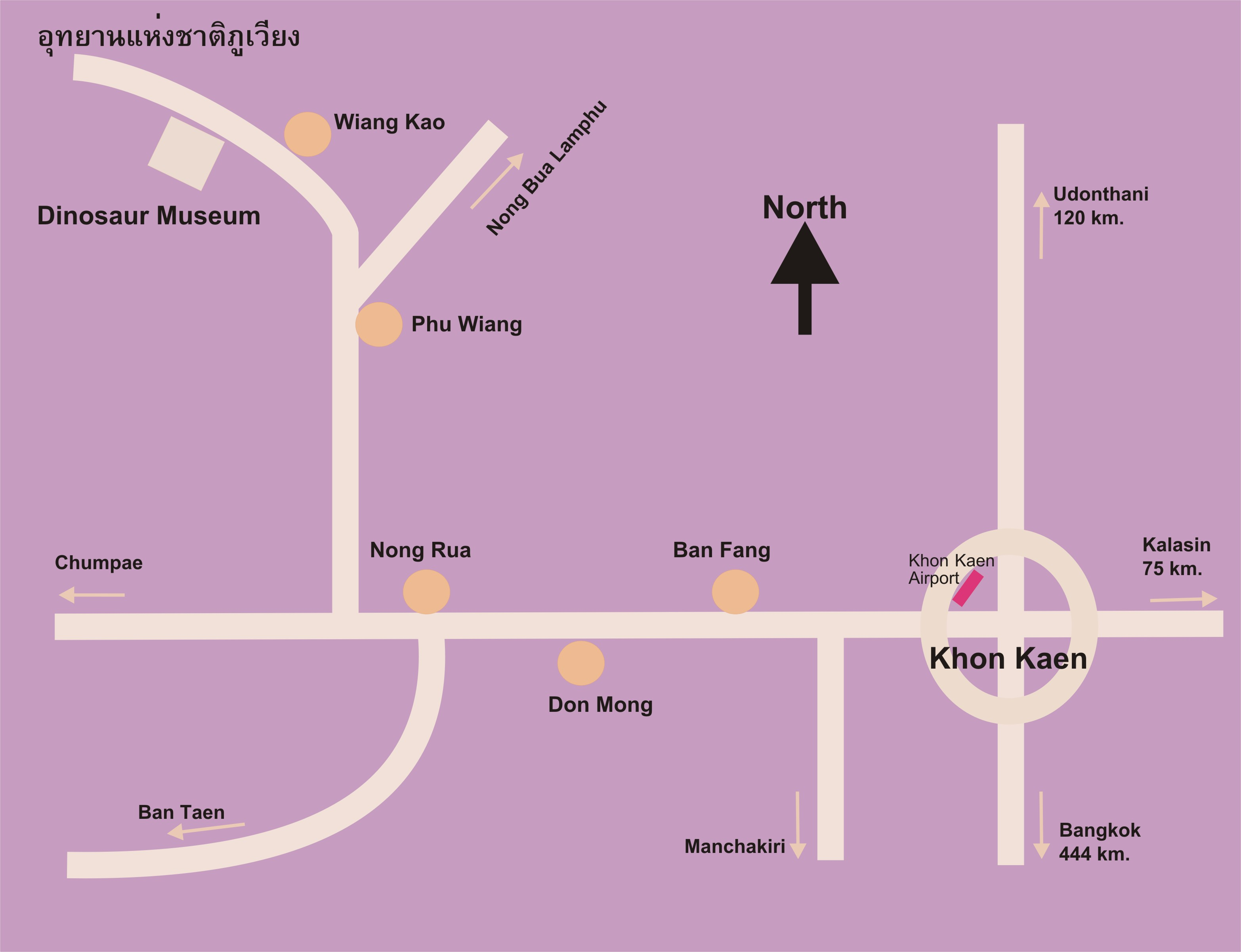
Схема проезда к Музею динозавров Пху-Вианг

Название музею было дано по району Пху-Вианг, в котором он находился в момент создания. С 2006 года в связи с образованием района Вианг-Као музеё оказался на его территории. Музей находится к западу от города Кхонкэн, центра провинции, от которого его отделяет 80 км.